# Copidognathus bairdi
Copidognathus bairdi es una especie de ácaro marino del género Copidognathus, familia Halacaridae. Fue descrita científicamente por Newell en 1947.
Habita en el océano Atlántico, en el mar Caribe y en las islas Galápagos, también en América del Norte en los Estados Unidos (condado de Miami-Dade, bahía Vizcaína y Soldier Key, en el estado de Florida). Estas especies miden aproximadamente 0.2 - 2.0 mm.